# Seleção Suíça de Rugby Union
A Seleção Suíça de Rugby Union é a equipe que representa a Suíça em competições internacionais de Rugby Union.

## Ligações Externas
1. http://www.suisserugby.com/
2. http://rugbydata.com/switzerland